# オーステンデ
オーステンデ（オランダ語: Oostende [oːstˈɛndə], フランス語: Ostende [ɔstɑ̃d]オスタンド, ドイツ語: Ostende [ʔɔstˈʔɛndə]オストエンデ, 英語: Ostend [ɔstˈɛnd, ˈɔstɛnd]オステンド）は、ベルギー・ウェスト＝フランデレン州の都市。オステンドの名称も一般的である。

## 歴史
初期は小さな寒村にすぎなかったが、1265年頃に都市特権を授かり、市場が定期的に開かれていた。北海に面した港を擁していたため、古くからオランダ・スペインの係争地となった。八十年戦争においてスペインからの独立を支持したオーステンデは、1601年から1604年までスペイン軍に包囲され、解放されるまでに8万人以上の死傷者を出した。1838年、ブリュッセルと鉄道がつながり、1846年からイギリスへ向けてフェリーが就航した。ベルギー王室は、オーステンデをリゾート地として愛し、特にレオポルド1世とレオポルド2世はたびたび休暇を過ごした。第一次世界大戦中はドイツ軍に占領され、ドイツ海軍のUボート基地があったため、1918年にイギリス海軍の攻撃を受けた。

## 見どころ
良質の砂浜があり、カジノ(カジノ・カーセール・オーステンデ)や美術館(現代美術館Mu.Zee等)、イッポドローム・ヴェリントンという競馬開催がある。

## スポーツ
- KVオーステンデ（サッカークラブ）
- B.C.オーステンデ（英語版）（バスケットボール・チーム）

## 交通
- オーステンデ＝ブルッヘ国際空港 ‐ 第二次世界大戦中もドイツの空軍施設として重要な位置を占めたが、戦後は国際空港となった。
- オーステンデ駅
- ベルギー沿岸軌道
- オーステンデ港（オランダ語版） ‐ イギリスなどへの主要な窓口であったが、英仏海峡トンネルの開通や道路網の整備などの影響で重要度は低下している。

## ゆかりの人物

### 出身者
- オーギュスト・ベールナールト（1829年 - 1912年） - ベルギー首相を務めた政治家。
- ジェームズ・アンソール（1860年 - 1949年） - 画家(オーステンデの生前の自宅が美術館になっている)。
- レオン・スピリアールト（1881年 - 1946年） - 画家。
- マリーア・ジョゼ・デル・ベルジョ（1906年 - 2001年）- イタリア国王ウンベルト2世の王妃。
- リリアン・バエル（1916年 - 2002年） - ベルギー国王レオポルド3世の2度目の妻。
- ジャン・ブルガン（1954年2月28日 - ）- 数学者。
- ディヴォック・オリギ (1995年4月18日 - ) - サッカー選手